# 지방소비세
지방소비세는 지역경제 활성화 및 지방재정 확충을 위하여 국세인 부가가치세의 일부를 지방세로 전환된 세금으로 2010년 신설된 지방세이다.

## 과세대상
지방세법 제65조(과세대상):부가가치세법 제4조항에 따른 재화 또는 용역의 공급, 재화의 수입

## 납세지
지방세법 제67조(납세지): 지방소비세의 납세지는「부가가치세법」제6조에 따른 납세지로 한다.

## 납세자
부가가치세법 제3조에 따라 부가가치세를 납부하여야 하는 자

## 세율
최초 도입이후 부가가치세액의 5%로 유지되다가 2014년 취득세율 인하조치에 따라 6%p가량 추가로 올려 11%로 유지함.
문재인정부이후, 지방분권차원으로 2019년 15%, 2020년 21%, 2022년 23.7%으로 차례대로 인상했다. 2023년부터 25.3%로 인상할 예정이다.

## 논란
지방소비세율을 꾸준히 확대했으나, 여전히 많은 논란이 발생하고 있다.
- 첫째. 소비세원이 풍부한 수도권 지자체에까지 지방소비세율 인상안을 적용하면 비수도권 지자체와의 격차가 더 커질 수밖에 없다는 것이다.
- 둘째. 국제기준의 지방세를 적용하면, 한국 지방세는 지방정부가 세율을 결정하는 자주(自主) 재원이 아니므로 오히려 지방소비세, 담배소비세, 지방소득세 법인분, 자동차세 주행분, 지방교육세 담배소비세분 등 6개 항목을 국세로 전환해야 한다는 주장이 나왔다.[4]